# Plecturocebus cupreus
Callicebus cupreus · Callicèbe roux, Titi roux
Espèce
Synonymes
- Plecturocebus cupreus (Spix, 1823)

Statut de conservation UICN

 LC  : Préoccupation mineure
Statut CITES
Le Titi roux ou Callicèbe roux (Plecturocebus cupreus, syn. Callicebus cupreus) est un mammifère appartenant à l'ordre des Primates et à la famille des Pitheciidae. Ce petit singe du Nouveau Monde (Platyrrhini).
On le rencontre principalement au Brésil, mais aussi au Pérou et probablement en Bolivie.

## Dénominations
- Nom scientifique valide : Plecturocebus cupreus  (Spix, 1823)[2] ;
- Noms vulgaires (vulgarisation scientifique) recommandés ou typiques en français : Callicèbe roux[3],[4] et Titi roux[4],[5] ;
- Autres noms vulgaires ou noms vernaculaires (langage courant) pouvant désigner éventuellement d'autres espèces : Titi cuivreux[6], Callicèbe rouge[6], Callicèbe cuivré[4], etc.

## Description

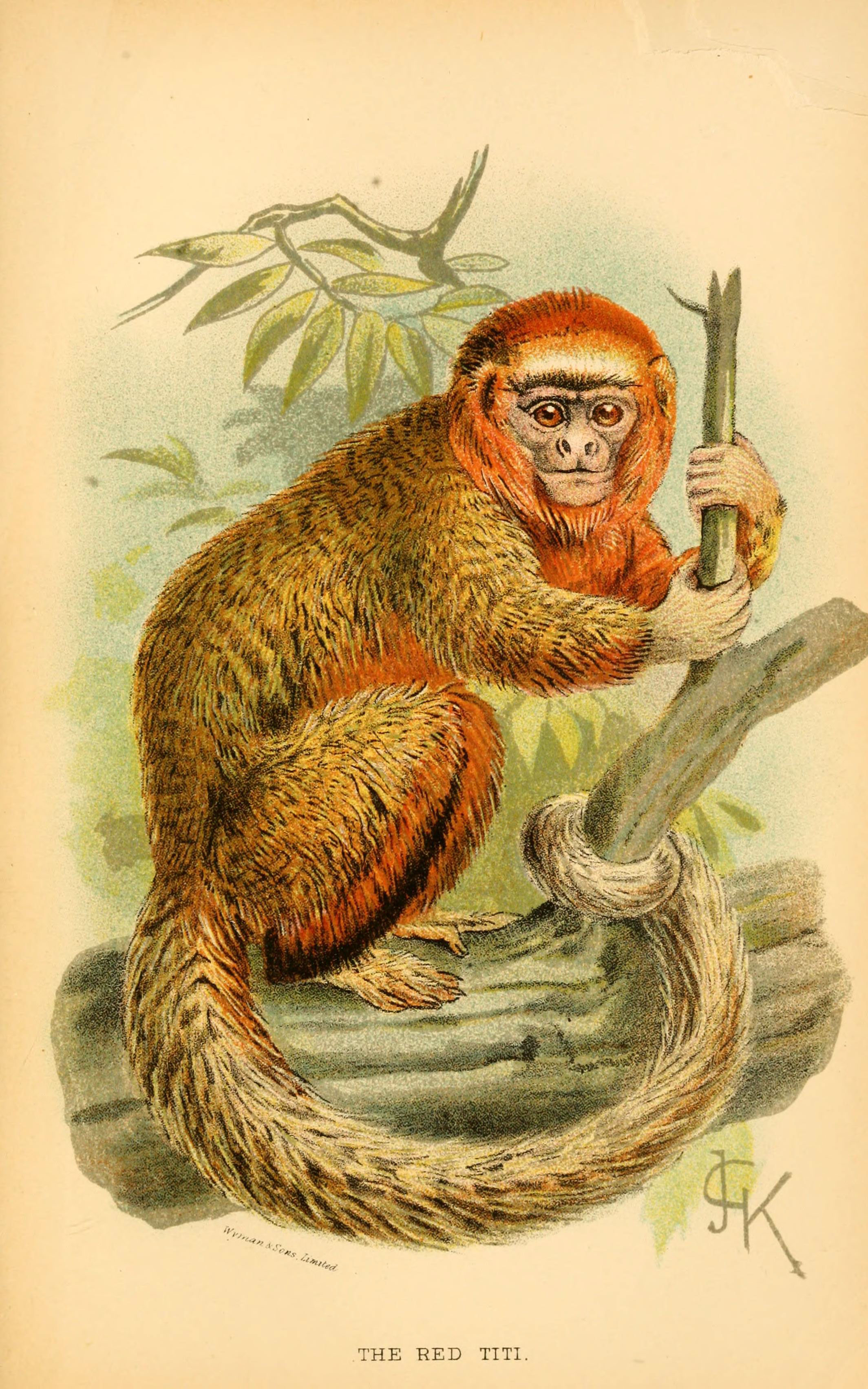
Planche zoologique, 1894
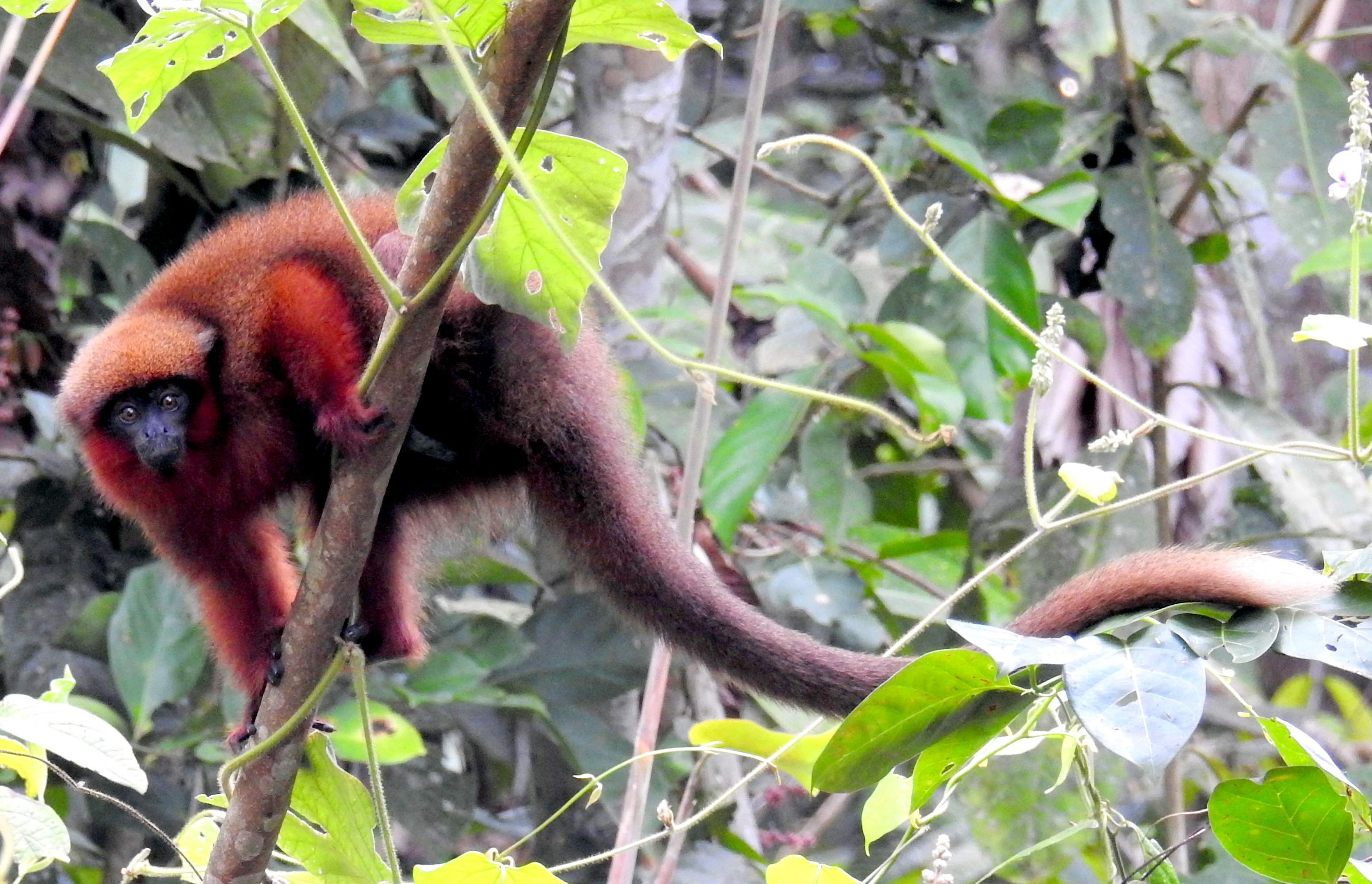
Aspect général
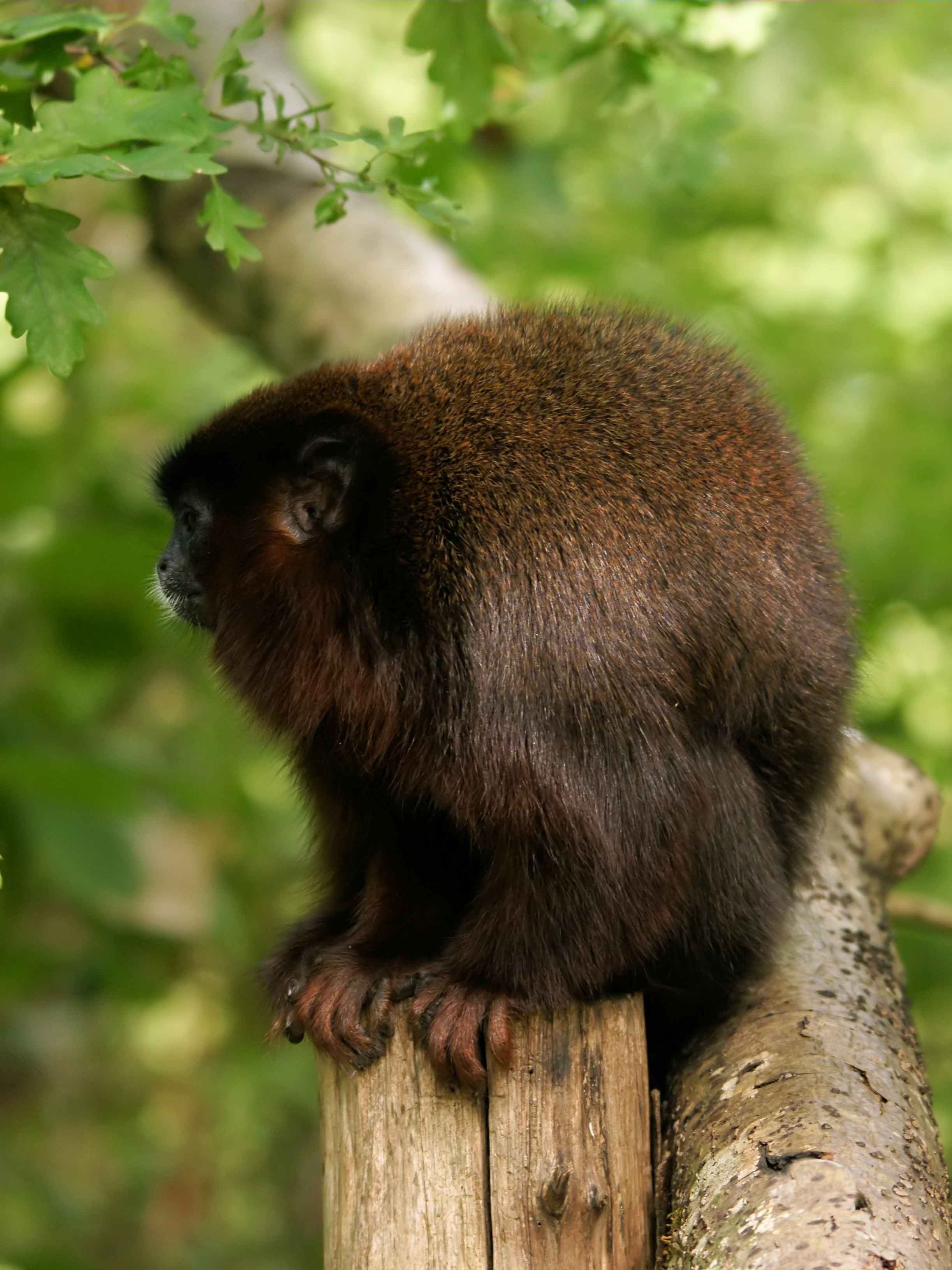
Profil, Vallée des singes (France)
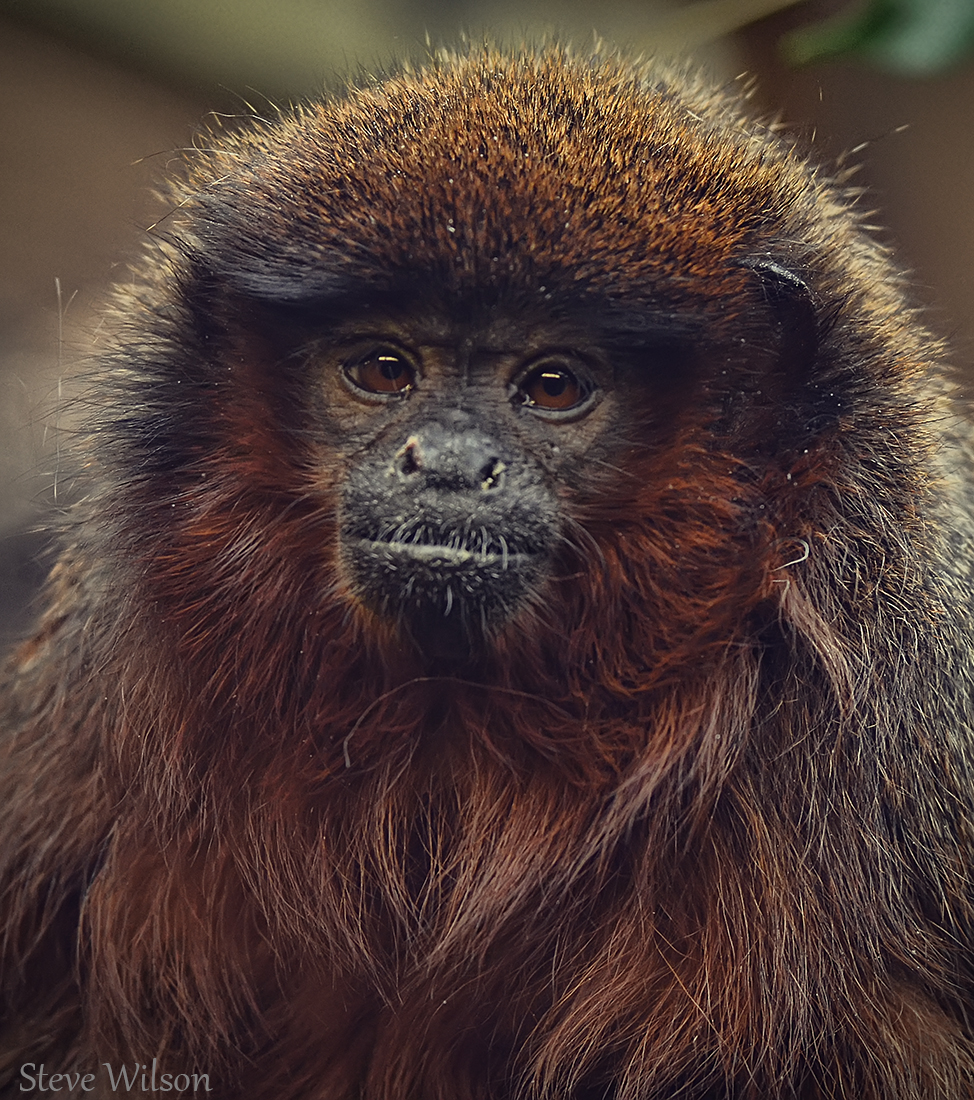
Face

http://les-animaux-du-monde.wifeo.com/titi-roux.php#1123

## Distribution

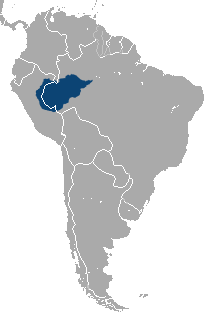
Aire de répartition du Titi roux en Amérique du Sud.

## Classification
Cette espèce a été décrite pour la première fois en 1823 par le zoologiste allemand Johann Baptist von Spix (1781-1826). Elle a donné son nom au groupe d'espèces de Callicebus cupreus, dont elle représente le premier membre décrit et qui présente des caractéristiques distinctes des autres callicèbes. Une révision taxinomique publiée en 2016 a conclu que ce groupe n'était pas monophylétique et l'a fusionné avec le groupe de Callicebus moloch. Elle a également proposé de reclasser ce dernier, ainsi que le groupe de Callicebus donacophilus dans un nouveau genre, Plecturocebus.